# Liste geflügelter Worte

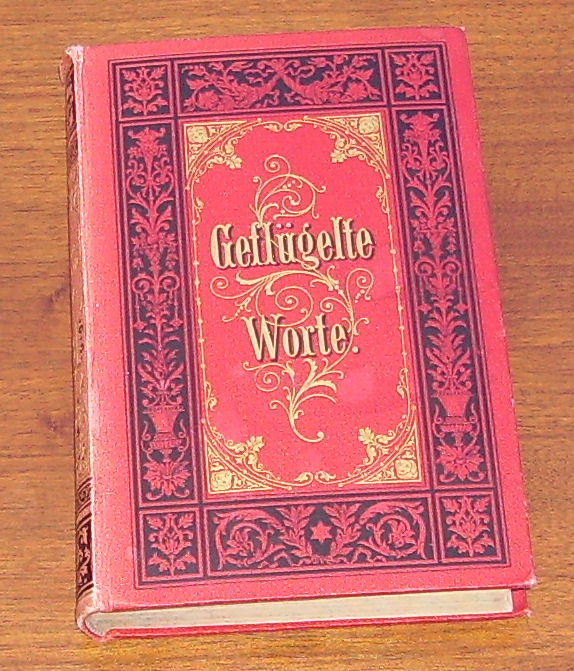
Georg Büchmanns Geflügelte Worte, 12. Auflage von 1880

Als geflügeltes Wort wird ein literarisches oder ein tradiertes mündliches Zitat (Aphorismus, Sinnspruch/Bonmot, Sentenz) bezeichnet, das als Redewendung Eingang in den allgemeinen Sprachgebrauch gefunden hat.
Hier folgt die alphabetisch geordnete Liste geflügelter Worte, soweit sie in Sammlungen derselben nachzuweisen sind.
|  |